# Martin Kmetec
Martin Kmetec, né le 10 novembre 1956 à Ptuj (Yougoslavie, actuellement en Slovénie), est un prélat des frères mineurs conventuels slovènes, archevêque d'Izmir depuis le 8 décembre 2020.

## Biographie

### Prêtrise
Né en 1956, il fait la première profession de foi pour l'ordre des frères mineurs conventuels le 25 septembre 1977 et la perpétuelle le 4 octobre 1982. Il est ordonné prêtre le 29 juin 1983. 
Après ses études à l'université de Ljubljana, il obtient son diplôme en dialogue interreligieux et exerce son ministère au Liban. De 2014 à 2018, il est vicaire des frères mineurs conventuels à la custodie de Terre sainte. Depuis 2011, il exerce son ministère au couvent d'Istanbul, hameau de Büyükdere, dont il est devient supérieur en 2018. Il parle slovène, turc, français et italien.

### Épiscopat
Le 8 décembre 2020, le pape François le nomme archevêque d'Izmir. Il est consacré le 2 février 2021 de la Présentation de Jésus au Temple, par Paul Fitzpatrick Russell, nonce apostolique en Turquie (en), Turkménistan (en) et Azerbaïdjan (en).